# 薩氏鱂
薩氏鱂為輻鰭魚綱鯉齒目鯉齒亞目鯉齒鱂科的其中一種，分布於北美洲美國Guzmán-Samalayuca流域，棲息在底中層水域，生活習性不明。

## 擴展閱讀
維基物種上的相關：薩氏鱂